# خزردندان‌مرغ‌ها

خزردندان‌مرغ‌ها (نام علمی: Caspiodontornis) یک سرده از پرندگان پیشاتاریخ دندان‌دروغین است که اعتبار آن تا حدودی مشکوک است. اینها احتمالاً خویشاوندان نزدیک پلیکان‌ها و لک‌لک‌ها یا پرندگان آبزی بودند و در اینجا در راستهٔ Odontopterygiformes برای توضیح این عدم قطعیت قرار داده شده‌اند.